# Estação de esqui

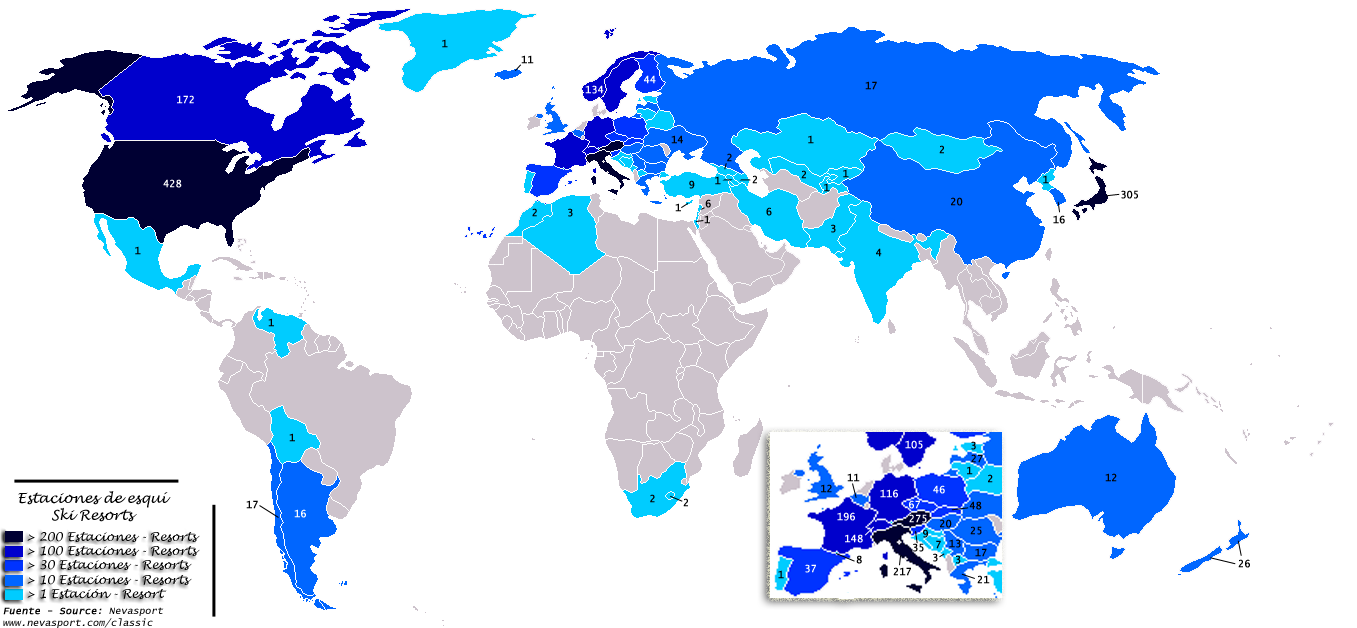
Estações de esqui no mundo, por país.

A estação de esqui (português brasileiro) ou estância de esqui (português europeu) é um local ou um território onde as pessoas em geral pagam uma determinada quantia para poderem utilizar a área com a finalidade de praticar esportes de inverno, como o esqui ou o snowboard. 
Na Europa, a maioria das estações de esqui são cidades ou vilarejos dentro ou adjacentes a uma área de esqui – uma área montanhosa com pistas de esqui e um sistema de teleféricos. Na América do Norte, é mais comum que as áreas de esqui existam longe das cidades, então as estações de esqui geralmente são resorts, muitas vezes construídos para esse propósito e autossuficientes, onde o esqui é a principal atividade.
A única estação de esqui natural (na qual há condições climáticas que podem proporcionar a prática de esportes de inverno) de todos os países lusófonos é a Estância de Esqui Vodafone, localizada na Serra da Estrela, no município de Seia, em Portugal.

## Estação de esqui

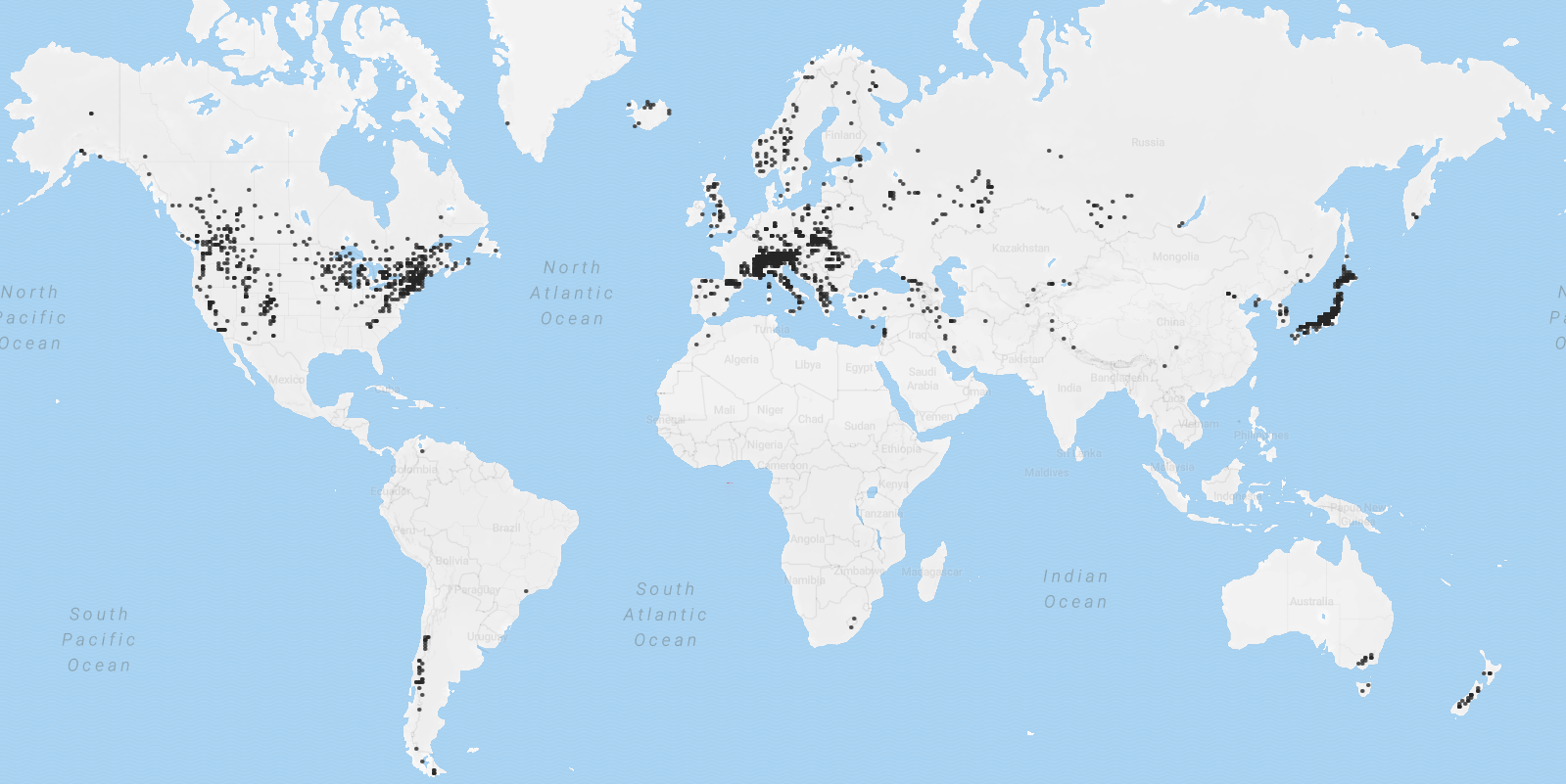
Mapa das estações de esqui do mundo.

As estações de esqui estão localizadas nos hemisférios norte e sul em todos os continentes, exceto na Antártida. Eles normalmente estão localizados em áreas montanhosas, pois exigem uma grande inclinação. Eles também precisam receber neve suficiente (pelo menos em combinação com a fabricação artificial de neve, a menos que o resort use pistas de esqui secas).
Altas concentrações de resorts de esqui estão localizadas nos Alpes, Escandinávia, oeste e leste da América do Norte e Japão. Há também estações de esqui nos Andes, espalhadas pela Ásia central, na Austrália e na Nova Zelândia.
Locais extremos de resorts de esqui não cobertos (pelo menos um teleférico externo) incluem:
- A estação de esqui mais ao norte, perto de Tromsø, Noruega.
- A estação de esqui mais austral, perto de Ushuaia, Argentina.
- A estância de esqui mais próxima do equador do norte, perto de Lijiang, China.
- A estação de esqui mais próxima do equador do sul, perto de Mahlasela, Lesoto.

## Tipos

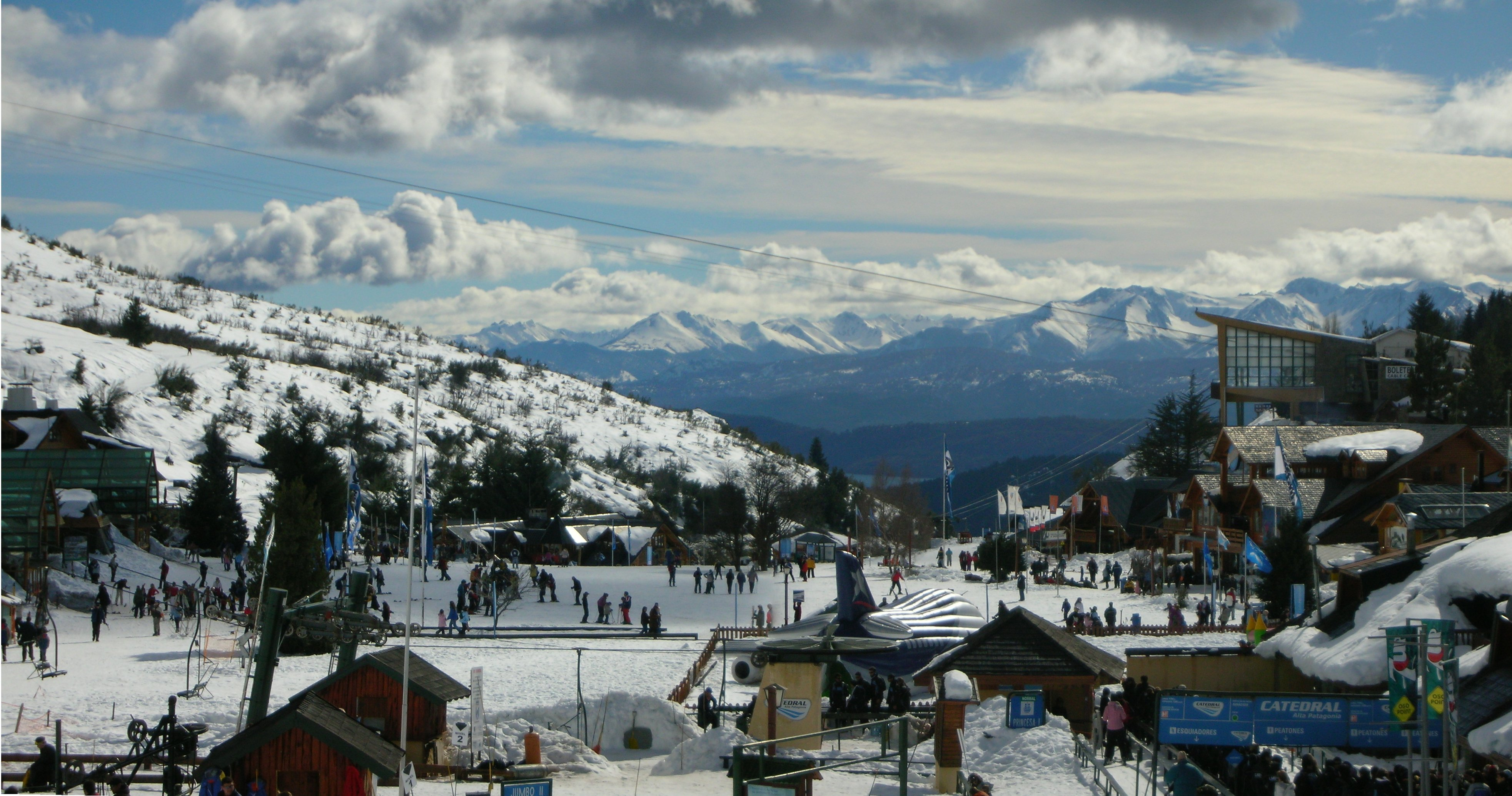
Estação Cerro Catedral, em Bariloche (Argentina).

A indústria do esqui identificou gerações sucessivas de estações de esqui:
Primeira geração
Desenvolvidas ao redor de um resort de verão ou vila bem estabelecida (por exemplo, Davos, St. Moritz, Kitzbühel, Chamonix, Cortina d'Ampezzo, Megève, Val Gardena).
Segunda geração
Criadas a partir de uma vila não turística ou pastagem (por exemplo, St. Anton, Lech, Courchevel, Alpe d'Huez, Aspen, Breckenridge).
Terceira geração ou integradas
Projetadas do zero em território virgem para serem estações de esqui construídas com propósito específico, com todas as comodidades e serviços próximos (por exemplo, Sestriere, Flaine, La Plagne, Isola 2000).
Quarta geração ou resorts de vila
Criadas a partir de território virgem ou ao redor de uma vila existente, mas mais preocupadas com usos tradicionais (por exemplo, Valmeinier, Valmorel, Shahdag Mountain Resort).
O termo "estação de esqui" também é usado, particularmente na Europa, para uma instalação de esqui que não está localizada em ou perto de uma cidade ou vila. Uma estação de esqui que também é aberta para atividades de verão é frequentemente chamada de "resort de montanha".

## Instalações e Amenidades

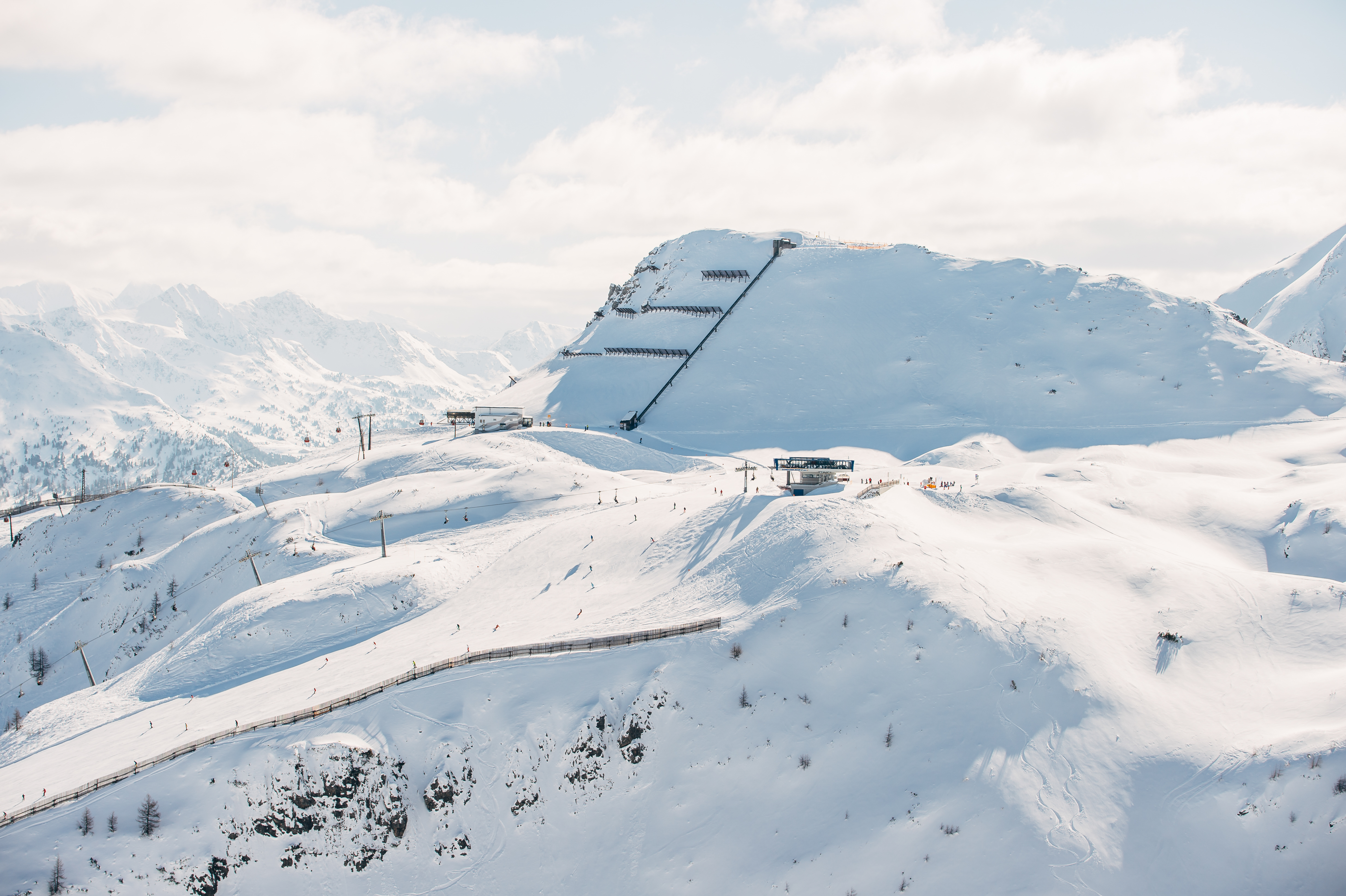
Imagem da estação de Zauchensee, Áustria. É possível identificar as pistas, conectadas pela rede de gôndolas, teleféricos abertos e funiculares. Há igualmente um cercamento para prevenir a movimentação livre da neve e torres de alerta para avalanches, assim como barreiras de avalanche que visam mitigar os impactos caso uma ocorra

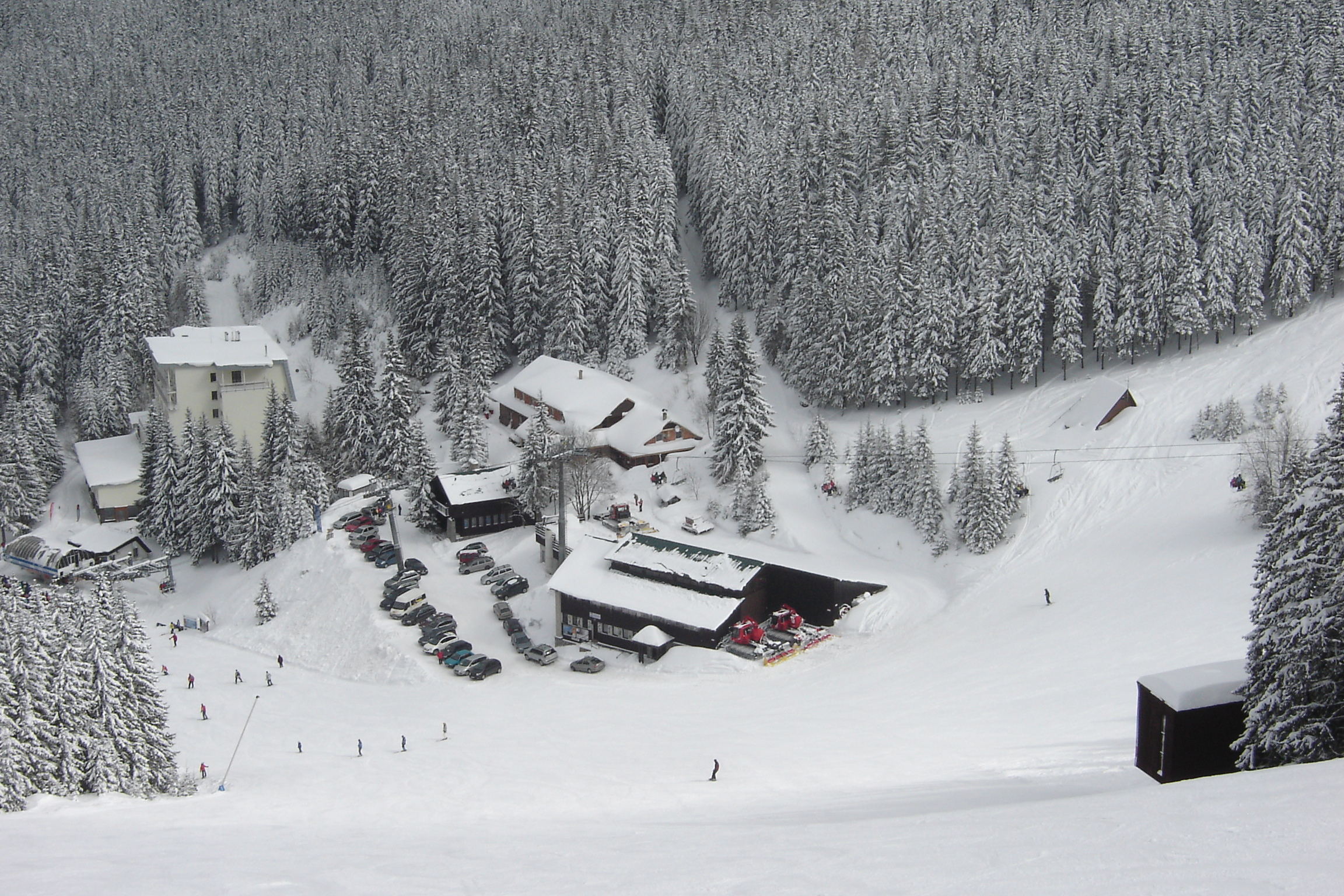
Estação de Jasná, na Eslováquia

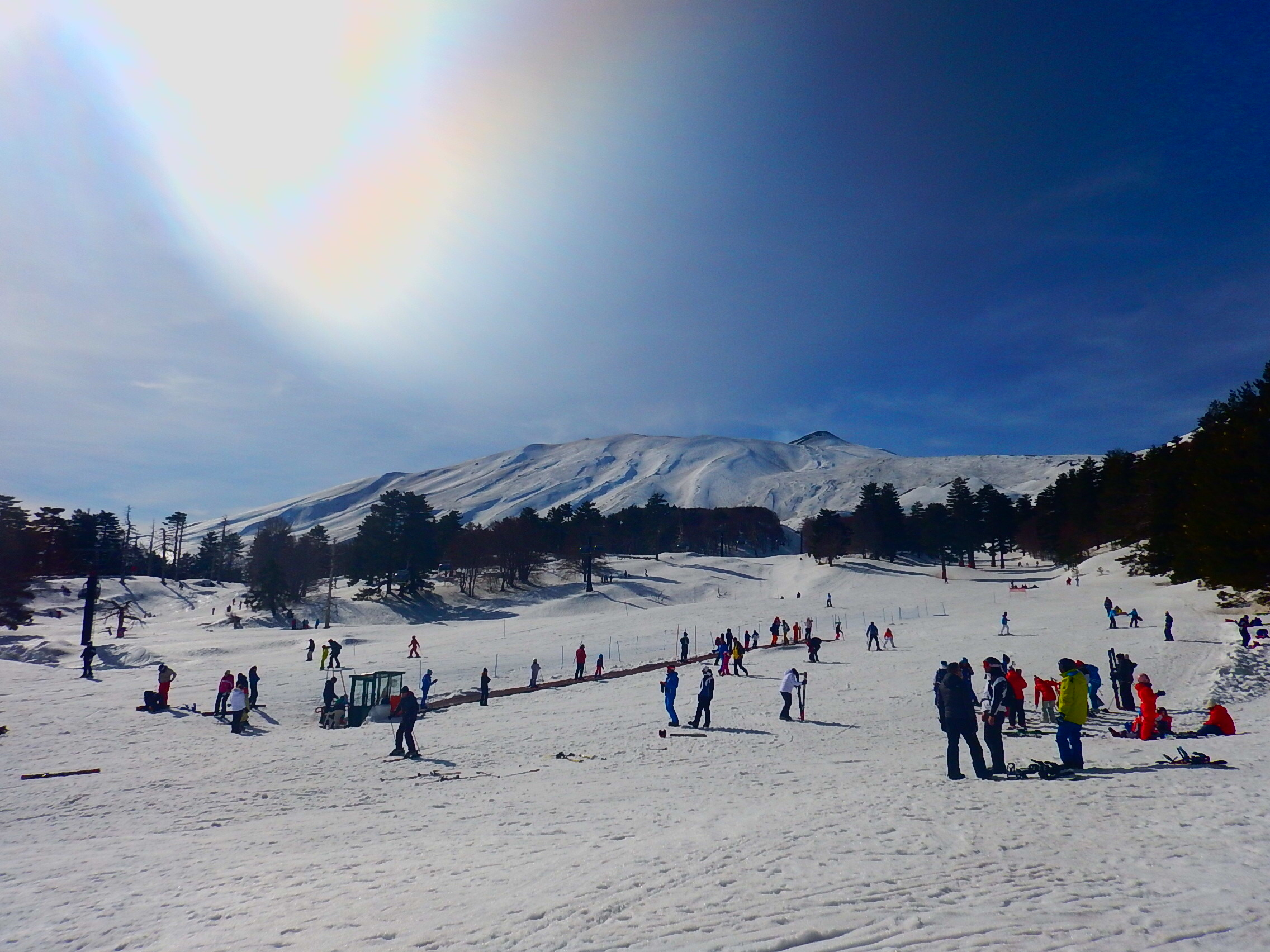
Estações de Esqui podem também estar situadas em um vulcão, como está sobre o Etna, na Sicília

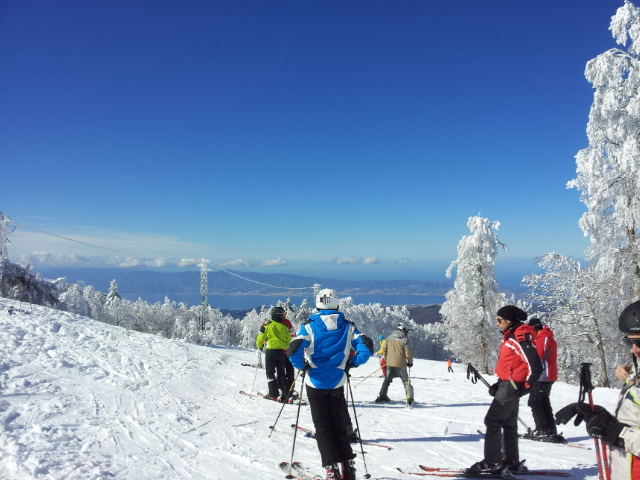
Gambarie, uma estação de esqui com vista para o Estreito de Messina

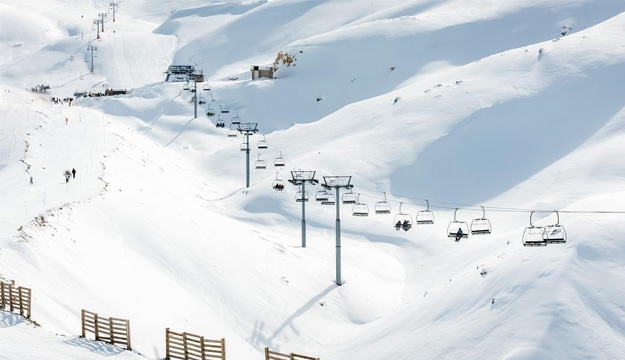
Mzaar Kfardebian, Resort de Esqui no Líbano

As áreas de esqui possuem caminhos marcados para esquiar, conhecidos como trilhas ou pistas. As áreas de esqui normalmente têm um ou mais teleféricos para transportar rapidamente os esquiadores até o topo das colinas e para interligar as várias trilhas. Reboques de corda também podem ser usados em encostas curtas (geralmente colinas para iniciantes ou encostas para coelhos). Áreas de esqui maiores podem usar teleféricos ou bondes aéreos para transporte em distâncias maiores dentro da área de esqui. Os resorts publicam seus mapas de trilhas ilustrando a localização dos teleféricos, trilhas, serviços e os limites da área de esqui e, durante a temporada de esqui, emitem um relatório diário das condições da neve listando trilhas abertas, teleféricos em operação e status do tempo.
As áreas de esqui possuem caminhos marcados para esquiar conhecidos como pistas. As áreas de esqui geralmente têm um ou mais teleféricos para mover os esquiadores rapidamente até o topo das colinas e para interconectar as várias pistas. Teleféricos de corda também podem ser usados em encostas curtas (geralmente colinas para iniciantes). Áreas de esqui maiores podem usar teleféricos de gôndolas ou bondinhos para transporte por distâncias mais longas dentro da área de esqui. Os resorts divulgam seu mapa de trilhas ilustrando a localização dos teleféricos, pistas, serviços e os limites da área de esqui, e durante a temporada de esqui emitem um relatório diário de condições de neve, listando trilhas abertas, teleféricos em operação e condições climáticas.
As áreas de esqui geralmente têm pelo menos uma instalação básica de primeiros socorros e algum tipo de serviço de patrulha de esqui para garantir que os esquiadores feridos sejam resgatados. A patrulha de esqui é geralmente responsável pela aplicação de regras, marcação de perigos, fechamento de pistas ou áreas individuais conforme necessidade e remoção de participantes perigosos da área.
A base típica de uma área de esqui inclui uma bilheteria, um alojamento, uma escola de esqui, uma loja de aluguel/reparo de equipamentos, restaurante/bar, lojas, ponto de ônibus e estacionamento.
Alguns resorts de esqui oferecem opções de hospedagem nas próprias encostas, com acesso direto às pistas, permitindo que os hóspedes esquiem até a porta. Os resorts de esqui muitas vezes têm outras atividades, como snowmobile, trenó, trenós puxados por cavalos, trenós puxados por cães, patinação no gelo, piscinas internas ou externas e banheiras de hidromassagem, salas de jogos e formas de entretenimento local, como clubes, cinema, teatros e cabarés.
Après-ski (francês para "depois de esquiar") é um termo para entretenimento, vida noturna ou eventos sociais que ocorrem especificamente nos resorts de esqui. Essas atividades aumentam a diversão dos frequentadores do resort e oferecem algo para fazer além de esquiar e praticar snowboard. A cultura originou-se nos Alpes, onde é mais popular e onde os esquiadores frequentemente param em bares na última descida do dia, ainda vestindo todo o seu equipamento de esqui. Embora a palavra "ski" seja uma derivação do nórdico antigo skíð via norueguês, a escolha do francês é provavelmente atribuída à popularidade inicial de tais atividades nos Alpes franceses, com os quais então foi associada.

## Impacto Ambiental
Com o aumento das temperaturas, o recuo das geleiras e a diminuição das nevadas afetando o meio ambiente, o desenvolvimento e as operações dos resorts também têm um impacto ambiental sobre a terra, lagos, riachos e vida selvagem. Comodidades e infraestruturas, como edifícios de concreto, teleféricos, estradas de acesso, estacionamentos e ferrovias, têm contribuído para a urbanização das zonas montanhosas.
Impacto primário (direto) do desenvolvimento dos resorts
Nos últimos anos, o uso de canhões de neve por muitos resorts de esqui aumentou para compensar a redução dos níveis de neve. Para manter uma boa cobertura de neve, a produção de neve artificial requer grandes quantidades de água e, às vezes, a criação de lagos artificiais. Os canhões de neve também introduzem um elemento de ruído.
Impacto secundário (indireto) do desenvolvimento dos resorts
A infraestrutura necessária pode afetar a erosão através do aumento da área de superfícies impermeáveis, redirecionando o fluxo de escoamento da água.
Esforços de mitigação
Muitos resorts estão tomando medidas para reduzir seu consumo de energia e água e a produção de resíduos, aumentar a reciclagem e restaurar habitats. Iniciativas voltadas para enfrentar as preocupações ambientais incluem:
- ClimateUnited da Snowsports Industries America (SIA)
- Sustainable Slopes Initiative da National Ski Areas Association (NSAA)
- Ski Conservation Fund da National Forest Foundation
- Ceres Business for Innovative Climate and Energy Policy (BICEP) Network
- Winter Sports Sustainability Network (WSN) da FESI
- Protect Our Winters (POW)

## Países Lusófonos

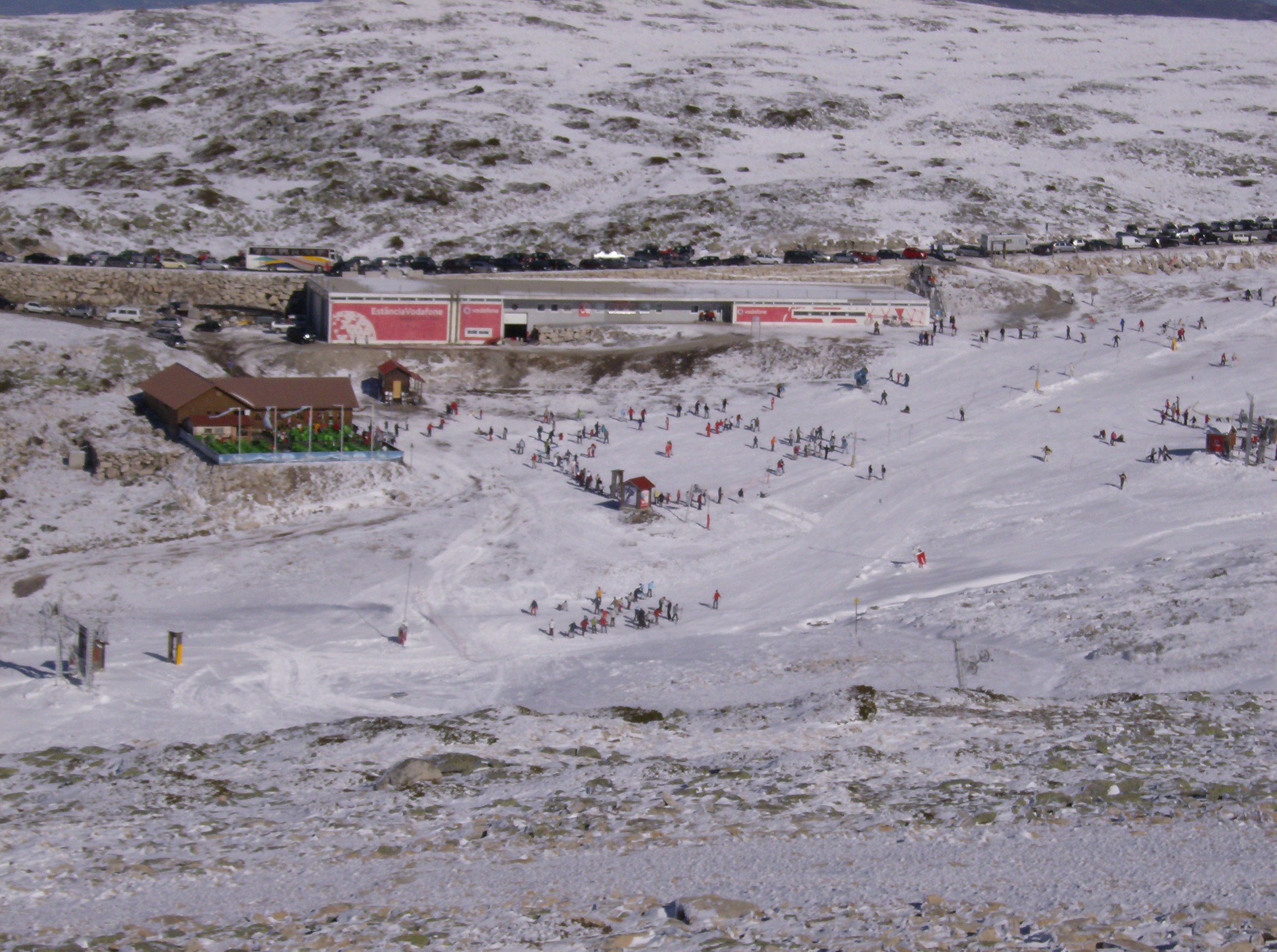
Estância de Esqui Vodafone, Serra da Estrela, Portugal.

Embora os países lusófonos não sejam tradicionalmente conhecidos por suas estações de esqui devido às suas localizações geográficas e climas, existem algumas opções para os praticantes do esqui e snowboard. Estas incluem tanto estações de esqui naturais quanto artificiais, permitindo a prática de esportes de inverno em ambientes variados.

### Portugal
Portugal, com seu clima mediterrâneo, possui área limitada para a prática de esportes de neve.
- Serra da Estrela: Localizada na região central de Portugal, a Serra da Estrela é a maior cadeia montanhosa do país e abriga sua única estação de esqui natural, a Estância de Esqui Vodafone. A estação oferece diversas pistas para esquiadores de todos os níveis, além de opções para snowboard e outras atividades de inverno. A infraestrutura inclui teleféricos, escolas de esqui e locais de aluguel de equipamentos.[1]

### Brasil
O Brasil, de clima predominantemente tropical, não possui estações de esqui naturais, mas investiu em alternativas artificiais para oferecer a experiência do esqui.
- Ski Mountain Park: Localizado em São Roque, no estado de São Paulo, o Ski Mountain Park é uma estação de esqui artificial que oferece pistas de esqui e snowboard feitas de um material sintético que imita a neve. O parque também oferece outras atividades recreativas, como arvorismo, tobogã e patinação no gelo. No entanto, as instalações do parque permanecem fechadas desde abril de 2023, quando um incidente provocou a morte de uma frequentadora no local.[13]
- Snowland: Situado em Gramado, no estado do Rio Grande do Sul, Snowland é o primeiro parque de neve indoor das Américas. Com uma área coberta que simula um ambiente alpino, o parque oferece pistas de esqui e snowboard, além de áreas para patinação no gelo e jogos na neve.